# Liga Mexicana de Béisbol 2008
La Temporada 2008 de la Liga Mexicana de Béisbol fue la edición número 84. La inauguración estaba contemplada para el 18 de marzo cuando los Saraperos de Saltillo visitarían a los campeones de 2007, los Sultanes de Monterrey. Sin embargo, las condiciones climatológicas que afectaron el Estadio Monterrey, hicieron que el juego fuera pospuesto para el día 20. Los demás equipos inauguraron la temporada tal y como estaba planeado, la mitad el día 19 y el 20 los restantes.
Solo hubo un cambio de sede. Los Rieleros de Aguascalientes se mudaron a Nuevo Laredo, Tamaulipas para revivir la franquicia de los Tecolotes de Nuevo Laredo. Este equipo estrenó el Estadio Nuevo Laredo que tuvo un costo cercano a los 70 millones de pesos, para así dejar atrás el viejo Parque La Junta que había sido su casa principal en todas sus apariciones anteriores en la liga.
Los Diablos Rojos del México dirigidos por Daniel Fernández resultaron campeones derrotando en 5 juegos a los Sultanes de Monterrey.
En total se jugaron 899 partidos y la asistencia total a los estadios durante la temporada fue de 4,035,169 espectadores.

## Reuniones invernales
Como cada año se llevaron a cabo las reuniones invernales. Ahora fue del 3 al 6 de diciembre de 2007 en Nashville, Tennessee (EUA) con miras a la temporada 2008, de donde surgieron algunas noticias:
- Se aprobó oficialmente a los nuevos socios del equipo Tecolotes de Nuevo Laredo.
- Se aprobó el calendario de juegos para la temporada 2008.
- Se acordó que se hará una revisión aleatoria de los bats en busca de cualquier modificación en ellos para mejorar el bateo.
- Se propuso el programa de atención y tratamiento de drogas que será discutido en enero.
- El presupuesto para operaciones será de 20 millones de pesos.
- Se continuará con la revisión de todos los estadios para asegurar que estén en óptimas condiciones tanto para jugadores como para aficionados.
- Sería el propio presidente de la liga, Plinio Escalante, quien decidiría el caso José Lima. Semanas después se concluyó que no había habido ninguna violación al reglamento.
- Se estaba negociando con TV Azteca y con Cadena tres para transmitir por televisión abierta algunos partidos; con ESPN 2 todavía quedaba un año de contrato. Sin embargo, solo se llegó a un acuerdo con ESPN 2, que transmitió únicamente la Serie Final.

## Sistema de competencia
El sistema de competencia fue el mismo que se ha venido usando en las últimas temporadas. La liga estuvo conformada por dos zonas (norte y sur) con 8 equipos cada una.
| Zona Norte      | Zona Norte         | Zona Norte      | Zona Norte     | Zona Sur         | Zona Sur       | Zona Sur       | Zona Sur          |
| --------------- | ------------------ | --------------- | -------------- | ---------------- | -------------- | -------------- | ----------------- |
| Monclova (MVA)  | Puebla (PUE)       | Tijuana (TIJ)   | Saltillo (SAL) | México (MEX)     | Oaxaca (OAX)   | Yucatán (YUC)  | Tabasco (TAB)     |
| Monterrey (MTY) | Nuevo Laredo (LAR) | Chihuahua (CHI) | Laguna (LAG)   | Minatitlán (MIN) | Campeche (CAM) | Veracruz (VER) | Quintana Roo (QR) |

El calendario constó de 110 partidos divididos en dos vueltas. Al final de cada vuelta se le otorgaron puntos a cada equipo según la posición que haya ocupado en su zona: van de los 8 para el primer lugar, 7, 6.5, 6, 5.5, 5, 4.5 y 4 para el último lugar.
Al final de la temporada se sumaron los puntos de las dos vueltas y los 3 equipos con mayor puntaje de cada zona entraron a playoff mientras que el cuarto equipo entró por tener el mayor porcentaje entre los equipos que quedaban, así, entraron 8 equipos a playoffs.
La postemporada se dividió en 3 rondas. En el primer playoff se enfrentaron el primer lugar contra el cuarto y el segundo contra el tercero de cada zona. En el segundo playoff o semifinal se enfrentaron los dos finalistas de cada zona y para la final se enfrentaron el ganador de cada zona para así obtener el equipo campeón de la liga. Todas las rondas se jugaron a ganar 4 de 7 juegos posibles.

## Calendario de juegos

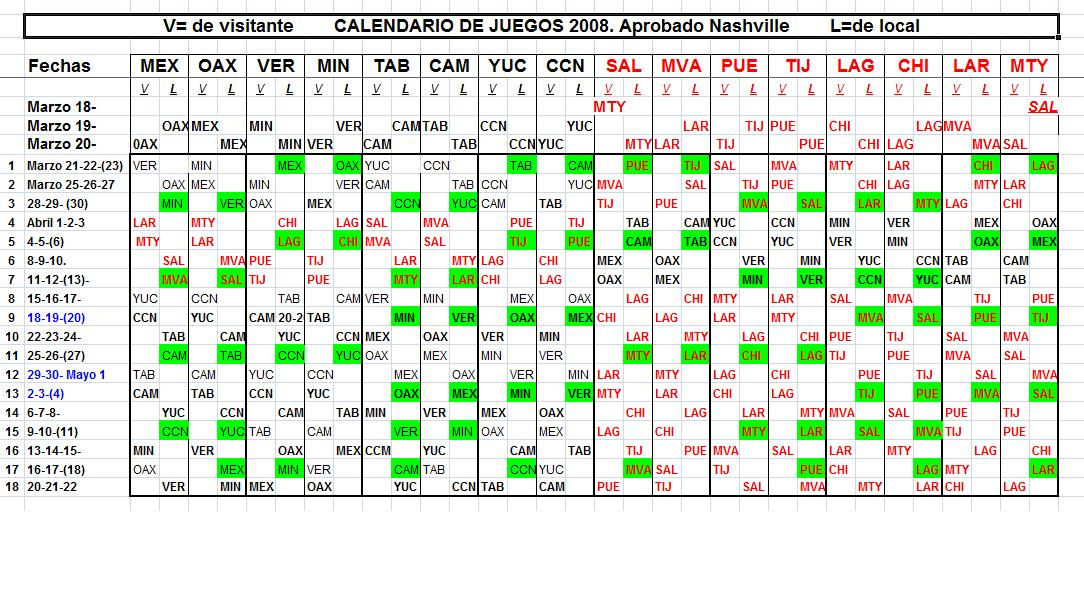
Calendario 1° Vuelta.

Al principio de la temporada se jugaron 2 partidos inaugurales en los que se enfrentaron los equipos que fungieron como pareja operativa durante toda la temporada; un juego se juega en casa y otro de visitante. La única excepción esta temporada fueron los Saraperos que se enfrentaron a los campeones de 2007, los Sultanes, en lugar de enfrentarse con sus respectivas parejas operativas: Monclova y Laredo. 

Después de la miniserie inaugural, se jugaron 36 series de 3 partidos cada una hasta terminar la temporada, con una pequeña interrupción por el Juego de Estrellas. 

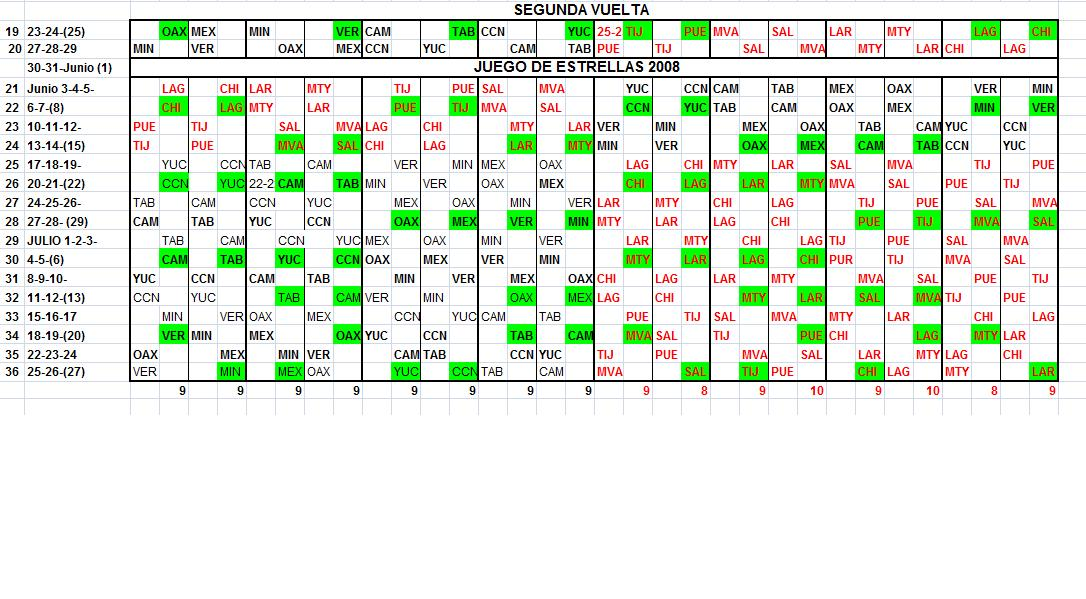
Calendario 2° Vuelta.

Cada equipo jugó 4 series (2 en casa y 2 de visita) contra cada uno de los otros 7 equipos de su zona, dando un total de 28 series. También se jugó una serie contra cada uno de los 8 equipos de la otra zona (4 en casa y 4 de visita). Así, se tuvo un total de 108 juegos que sumados a los 2 inaugurales dieron un total de 110.
Se tuvo previsto que la primera ronda de playoffs se realizara entre el 29 de julio y el 6 de agosto. La segunda ronda sería del 9 al 17 de agosto y la Serie Final del 19 al 27 de agosto. Estas fechas fueron tomando en cuenta que las series se alargaran hasta 7 partidos; pudieron cambiar en caso de que las series se atrasaran por cualquier motivo, el más común es el clima como sucedió en 2007.

## Equipos participantes
| Liga Mexicana de Béisbol 2008 |                              |           |                          |                                      |           |
| Zona                          | Equipo                       | Fundación | Ciudad                   | Estadio                              | Capacidad |
| Norte                         | Acereros del Norte           | 1974      | Monclova, Coahuila       | Monclova                             | 8,500     |
| Norte                         | Dorados de Chihuahua         | 1936      | Chihuahua, Chihuahua     | Monumental Chihuahua                 | 14,500    |
| Norte                         | Pericos de Puebla            | 1938      | Puebla, Puebla           | Hermanos Serdán                      | 12,112    |
| Norte                         | Potros de Tijuana            | 2004      | Tijuana, Baja California | Calimax                              | 17,000    |
| Norte                         | Saraperos de Saltillo        | 1970      | Saltillo, Coahuila       | Francisco I. Madero                  | 16,000    |
| Norte                         | Sultanes de Monterrey        | 1939      | Monterrey, Nuevo León    | Monterrey                            | 22,061    |
| Norte                         | Tecolotes de Nuevo Laredo    | 1940      | Nuevo Laredo, Tamaulipas | Nuevo Laredo                         | 7,555     |
| Norte                         | Vaqueros Laguna              | 1940      | Torreón, Coahuila        | Revolución                           | 9,500     |
| Sur                           | Diablos Rojos del México     | 1940      | México, D. F.            | Foro Sol                             | 25,000    |
| Sur                           | Guerreros de Oaxaca          | 1996      | Oaxaca, Oaxaca           | Eduardo Vasconcelos                  | 7,200     |
| Sur                           | Leones de Yucatán            | 1954      | Mérida, Yucatán          | Kukulcán                             | 14,917    |
| Sur                           | Olmecas de Tabasco           | 1975      | Villahermosa, Tabasco    | Centenario 27 de Febrero             | 8,500     |
| Sur                           | Petroleros de Minatitlán     | 1992      | Minatitlán, Veracruz     | 18 de marzo de 1938                  | 7,500     |
| Sur                           | Piratas de Campeche          | 1980      | Campeche, Campeche       | Nelson Barrera Romellón              | 6,000     |
| Sur                           | Rojos del Águila de Veracruz | 1903      | Veracruz, Veracruz       | Deportivo Universitario "Beto Ávila" | 7,782     |
| Sur                           | Tigres de Quintana Roo       | 1955      | Cancún, Quintana Roo     | Beto Ávila                           | 9,500     |

## Posiciones

### Primera Vuelta
| Zona Norte   | Zona Norte | Zona Norte | Zona Norte | Zona Norte | Zona Norte |
| Equipo       | JG         | JP         | PCT        | JV         | Puntos     |
| ------------ | ---------- | ---------- | ---------- | ---------- | ---------- |
| Saltillo     | 37         | 18         | .673       | -          | 8          |
| Monclova     | 35         | 21         | .625       | 2.5        | 7          |
| Laguna       | 30         | 26         | .536       | 7.5        | 6.5        |
| Chihuahua    | 28         | 28         | .500       | 9.5        | 6          |
| Monterrey    | 26         | 30         | .464       | 11.5       | 5.25       |
| Nuevo Laredo | 26         | 30         | .464       | 11.5       | 5.25       |
| Tijuana      | 22         | 33         | .400       | 15.0       | 4.5        |
| Puebla       | 20         | 36         | .357       | 17.5       | 4          |

| Zona Sur     | Zona Sur | Zona Sur | Zona Sur | Zona Sur | Zona Sur |
| Equipo       | JG       | JP       | PCT      | JV       | Puntos   |
| ------------ | -------- | -------- | -------- | -------- | -------- |
| Yucatán      | 35       | 20       | .636     | -        | 8        |
| México       | 31       | 23       | .574     | 3.5      | 7        |
| Quintana Roo | 32       | 24       | .571     | 3.5      | 6.5      |
| Veracruz     | 31       | 25       | .554     | 4.5      | 6        |
| Tabasco      | 29       | 26       | .527     | 6.0      | 5.5      |
| Campeche     | 26       | 30       | .464     | 9.5      | 5        |
| Minatitlán   | 21       | 35       | .375     | 14.5     | 4.5      |
| Oaxaca       | 15       | 39       | .278     | 19.5     | 4        |

Nota: Después de aplicar todos los criterios de desempate y quedar iguales, se les asigaron la misma cantidad de puntos a Monterrey y Nuevo Laredo, que resultan de la suma de los 5.5 y 5 puntos (para el 6° y 7° lugar respectivamente) divididos entre dos.

### Segunda Vuelta
| Zona Norte   | Zona Norte | Zona Norte | Zona Norte | Zona Norte | Zona Norte |
| Equipo       | JG         | JP         | PCT        | JV         | Puntos     |
| ------------ | ---------- | ---------- | ---------- | ---------- | ---------- |
| Monterrey    | 38         | 16         | .704       | -          | 8          |
| Monclova     | 34         | 19         | .642       | 3.5        | 7          |
| Saltillo     | 29         | 24         | .547       | 8.5        | 6.5        |
| Chihuahua    | 26         | 25         | .510       | 10.5       | 6          |
| Tijuana      | 24         | 28         | .462       | 13.0       | 5.5        |
| Puebla       | 23         | 29         | .442       | 14.0       | 5          |
| Laguna       | 22         | 31         | .415       | 15.5       | 4.5        |
| Nuevo Laredo | 13         | 40         | .245       | 17.5       | 4          |

| Zona Sur     | Zona Sur | Zona Sur | Zona Sur | Zona Sur | Zona Sur |
| Equipo       | JG       | JP       | PCT      | JV       | Puntos   |
| ------------ | -------- | -------- | -------- | -------- | -------- |
| México       | 35       | 16       | .686     | -        | 8        |
| Campeche     | 32       | 19       | .627     | 3.0      | 7        |
| Quintana Roo | 33       | 20       | .623     | 3.0      | 6.5      |
| Yucatán      | 29       | 24       | .547     | 7.0      | 6        |
| Tabasco      | 26       | 26       | .500     | 9.5      | 5.5      |
| Veracruz     | 26       | 28       | .481     | 10.5     | 5        |
| Oaxaca       | 15       | 36       | .294     | 20.0     | 4.5      |
| Minatitlán   | 14       | 38       | .269     | 21.5     | 4        |

### Global
| Zona Norte   | Zona Norte | Zona Norte | Zona Norte | Zona Norte | Zona Norte |
| Equipo       | JG         | JP         | PCT        | JV         | Puntos     |
| ------------ | ---------- | ---------- | ---------- | ---------- | ---------- |
| Monclova     | 69         | 40         | .633       | -          | 14         |
| Saltillo     | 66         | 42         | .611       | 2.5        | 14.5       |
| Monterrey    | 64         | 46         | .581       | 5.5        | 13.25      |
| Chihuahua    | 54         | 53         | .504       | 14.0       | 12         |
| Laguna       | 52         | 57         | .477       | 17.0       | 11         |
| Tijuana      | 46         | 61         | .429       | 22.0       | 10         |
| Puebla       | 43         | 65         | .398       | 25.5       | 9.25       |
| Nuevo Laredo | 39         | 70         | .357       | 30.0       | 9.25       |

| Zona Sur     | Zona Sur | Zona Sur | Zona Sur | Zona Sur | Zona Sur |
| Equipo       | JG       | JP       | PCT      | JV       | Puntos   |
| ------------ | -------- | -------- | -------- | -------- | -------- |
| México       | 66       | 39       | .628     | -        | 15       |
| Quintana Roo | 65       | 44       | .596     | 3.0      | 13       |
| Yucatán      | 64       | 44       | .592     | 3.5      | 14       |
| Campeche     | 58       | 49       | .542     | 9.0      | 12       |
| Veracruz     | 57       | 53       | .518     | 11.5     | 11       |
| Tabasco      | 55       | 52       | .514     | 12.0     | 11       |
| Minatitlán   | 35       | 73       | .324     | 32.5     | 8.5      |
| Oaxaca       | 30       | 75       | .285     | 36.0     | 8.5      |

| Clasificado a los playoffs |

## Juego de Estrellas
Se realizó en los días 30 y 31 de mayo y el 1 de junio en el Estadio Calimax, casa de los Potros de Tijuana. 
El Juego de Estrellas de la LMB se realizó el 1 de junio, en el que participaron los mejores jugadores de ambas zonas (los jugadores de campo fueron elegidos por votación pública, mientras que los lanzadores fueron elegidos por su desempeño en la campaña). 
La Zona Sur resultó ganadora del partido por marcador de 10-4, lo que le otorgó el derecho al campeón de la Zona Sur (Diablos Rojos del México) de jugar como local los juegos 1 y 2 de la Serie Final.
El venezolano Willie Romero de los Leones de Yucatán fue elegido el jugador más valioso del encuentro.

### Tirilla(enlace rotodisponible enInternet Archive; véase elhistorial, laprimera versióny laúltima).
| Equipo                                            | 1 | 2 | 3 | 4 | 5 | 6 | 7 | 8 | 9 | C  | H  | E |
| ------------------------------------------------- | - | - | - | - | - | - | - | - | - | -- | -- | - |
| Zona Sur                                          | 1 | 0 | 0 | 0 | 1 | 1 | 0 | 3 | 4 | 10 | 14 | 1 |
| Zona Norte                                        | 1 | 0 | 3 | 0 | 0 | 0 | 0 | 0 | 0 | 4  | 10 | 3 |
| G: Scott Chiasson; P: Orlando Román; SV: No hubo. |   |   |   |   |   |   |   |   |   |    |    |   |
| HR: NTE - Donzell McDonald. ASIST: 14,532.        |   |   |   |   |   |   |   |   |   |    |    |   |

### Home Run Derby
Se realizó el 31 de mayo. El dominicano Mendy López de los Sultanes de Monterrey resultó ser el campeón del evento al conectar 11 cuadrangulares en la ronda final, derrotando a la figura del equipo local, Derrick White, quién conectó 10 cuadrangulares en la misma ronda.

## Play-offs
|  | Primer Play off           | Primer Play off           |           |   | Finales de zona  | Finales de zona  |  |  | Serie Final       | Serie Final       |
|  | 29 de julio - 6 de agosto | 29 de julio - 6 de agosto |           |   | 9 - 16 de agosto | 9 - 16 de agosto |  |  | 19 - 24 de agosto | 19 - 24 de agosto |
|  |                           |                           |           |   |                  |                  |  |  |                   |                   |
|  |                           |                           |           |   |                  |                  |  |  |                   |                   |
|  |                           |                           |           |   |                  |                  |  |  |                   |                   |
|  | Monterrey                 | 4                         |           |   |                  |                  |  |  |                   |                   |
|  | Monterrey                 | 4                         |           |   |                  |                  |  |  |                   |                   |
|  | Saltillo                  | 0                         |           |   |                  |                  |  |  |                   |                   |
|  | Saltillo                  | 0                         | Monterrey | 4 |                  |                  |  |  |                   |                   |
|  | Zona Norte                |                           | Monterrey | 4 |                  |                  |  |  |                   |                   |
|  |                           | Monclova                  | 0         |   |                  |                  |  |  |                   |                   |
|  | Chihuahua                 | Monclova                  | 0         | 3 |                  |                  |  |  |                   |                   |
|  | Chihuahua                 |                           |           | 3 |                  |                  |  |  |                   |                   |
|  | Monclova                  | 4                         |           |   |                  |                  |  |  |                   |                   |
|  | Monclova                  | 4                         | Monterrey | 1 |                  |                  |  |  |                   |                   |
|  |                           |                           | Monterrey | 1 |                  |                  |  |  |                   |                   |
|  |                           | México                    | 4         |   |                  |                  |  |  |                   |                   |
|  | Yucatán                   | México                    | 4         | 4 |                  |                  |  |  |                   |                   |
|  | Yucatán                   |                           |           | 4 |                  |                  |  |  |                   |                   |
|  | Quintana Roo              | 2                         |           |   |                  |                  |  |  |                   |                   |
|  | Quintana Roo              | 2                         | Yucatán   | 2 |                  |                  |  |  |                   |                   |
|  | Zona Sur                  |                           | Yucatán   | 2 |                  |                  |  |  |                   |                   |
|  |                           | México                    | 4         |   |                  |                  |  |  |                   |                   |
|  | Campeche                  | México                    | 4         | 0 |                  |                  |  |  |                   |                   |
|  | Campeche                  |                           |           | 0 |                  |                  |  |  |                   |                   |
|  | México                    | 4                         |           |   |                  |                  |  |  |                   |                   |
|  | México                    | 4                         |           |   |                  |                  |  |  |                   |                   |

### Primer Playoff

#### Zona Norte
Chihuahua vs. Monclova
- 29-jul. Juego 1: Chihuahua 5 - Monclova 6, Serie MVA 1-0.
- 30-jul. Juego 2: Chihuahua 2 - Monclova 3, MVA 2-0.
- 1-ago. Juego 3: Monclova 6 - Chihuahua 7, MVA 2-1.
- 2-ago. Juego 4: Monclova 3 - Chihuahua 5, 2-2.
- 3-ago. Juego 5: Monclova 7 - Chihuahua 2, MVA 3-2
- 5-ago. Juego 6: Chihuahua 9 - Monclova 5, 3-3.
- 6-ago. Juego 7: Chihuahua 4 - Monclova 5, MVA gana la serie 4-3.

Monterrey vs. Saltillo
- 29-jul. Juego 1: Monterrey 9 - Saltillo 3, Serie MTY 1-0.
- 30-jul. Juego 2: Monterrey 13 - Saltillo 5, MTY 2-0.
- 1-ago. Juego 3: Saltillo 1 - Monterrey 8, MTY 3-0.
- 2-ago. Juego 4: Saltillo 5 - Monterrey 6, MTY gana la serie 4-0.

#### Zona Sur
Campeche vs. México
- 29-jul. Juego 1: Campeche 3 - México 5, Serie MEX 1-0.
- 30-jul. Juego 2: Campeche 2 - México 7, MEX 2-0.
- 1-ago. Juego 3: México 3 - Campeche 2, MEX 3-0.
- 2-ago. Juego 4: México 9 - Campeche 3, MEX gana la serie 4-0.

Yucatán vs. Quintana Roo
- 29-jul. Juego 1: Yucatán 4 - Quintana Roo 3, Serie YUC 1-0.
- 30-jul. Juego 2: Yucatán 3 - Quintana Roo 4, 1-1.
- 1-ago. Juego 3: Quintana Roo 4 - Yucatán 3, QR 2-1.
- 2-ago. Juego 4: Quintana Roo 4 - Yucatán 8, 2-2.
- 3-ago. Juego 5: Quintana Roo 2 - Yucatán 3, YUC 3-2.
- 5-ago. Juego 6: Yucatán 6 - Quintana Roo 1, YUC gana la serie 4-2.

### Finales de zona

#### Zona Norte
Monterrey vs. Monclova
- 9-ago. Juego 1: Monterrey 7 - Monclova 6, Serie MTY 1-0.
- 10-ago. Juego 2: Monterrey 5  - Monclova 4, MTY 2-0.
- 12-ago. Juego 3: Monclova 11 - Monterrey 14, MTY 3-0.
- 13/14-ago. Juego 4: Monclova 3 - Monterrey 7, MTY gana la serie 4-0.

#### Zona Sur
Yucatán vs. México
- 9-ago. Juego 1: Yucatán 0 - México 11, Serie MEX 1-0.
- 10-ago. Juego 2: Yucatán 5 - México 20, MEX 2-0.
- 12-ago. Juego 3: México 0 - Yucatán 7, MEX 2-1.
- 13-ago. Juego 4: México 1 - Yucatán 3, 2-2.
- 14-ago. Juego 5: México 6 - Yucatán 5, MEX 3-2.
- 16-ago. Juego 6: Yucatán 1 - México 7, MEX gana la serie 4-2.

### Serie Final
Los Diablos Rojos del México consiguieron su 15° título al vencer por 4-1 en la serie a los Sultanes de Monterrey. José Luis Sandoval fue elegido como el jugador más valioso de la serie final.

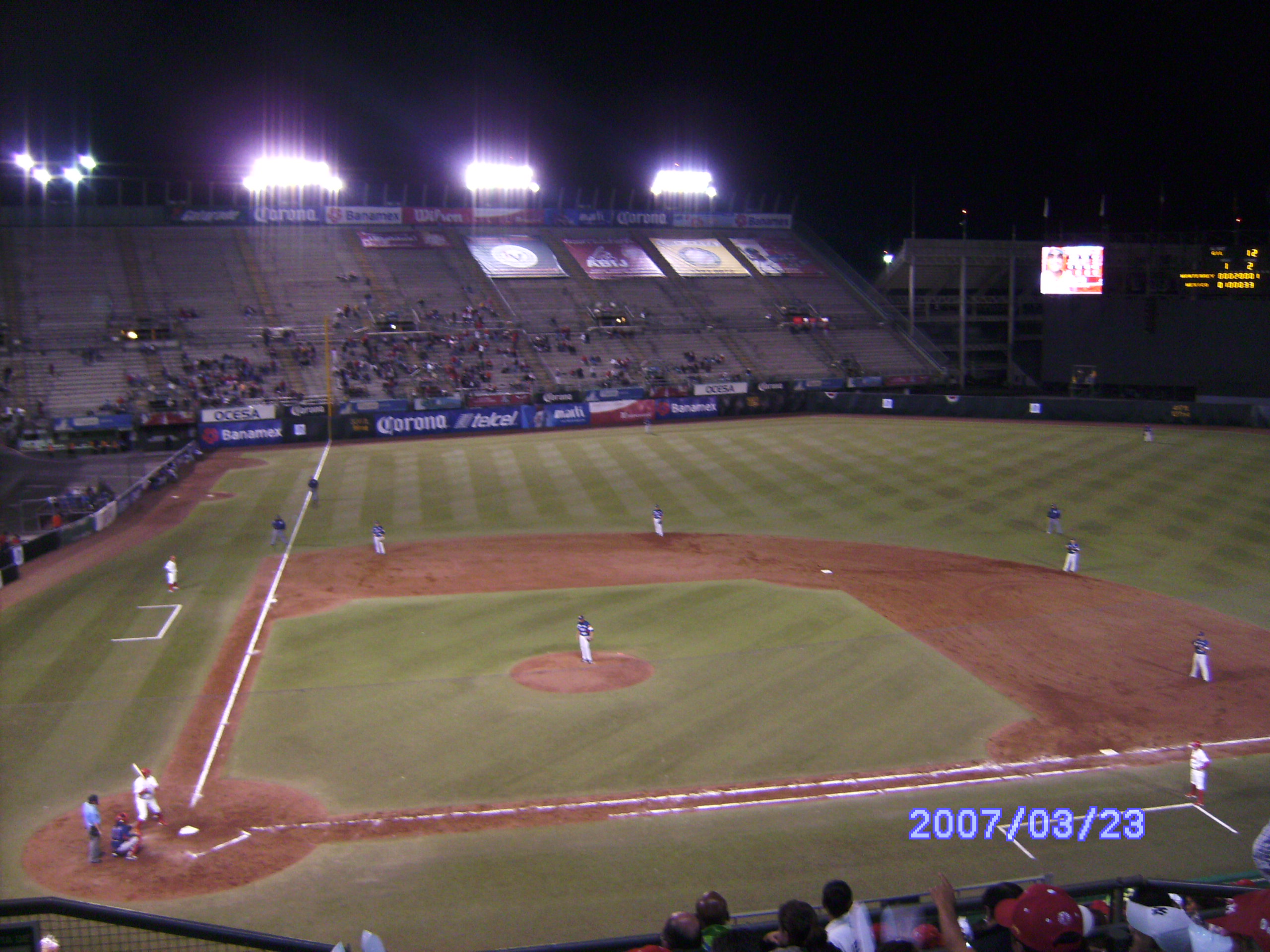
Imagen del Foro Sol durante el juego 2.

#### Juego 1(enlace rotodisponible enInternet Archive; véase elhistorial, laprimera versióny laúltima).
19 de agosto de 2008; Foro Sol, México, D. F.
| Equipo                                                                                           | 1 | 2 | 3 | 4 | 5 | 6 | 7 | 8 | 9 | C  | H  | E |
| ------------------------------------------------------------------------------------------------ | - | - | - | - | - | - | - | - | - | -- | -- | - |
| Monterrey                                                                                        | 0 | 2 | 1 | 3 | 2 | 0 | 0 | 0 | 0 | 8  | 12 | 2 |
| México                                                                                           | 1 | 1 | 3 | 2 | 2 | 0 | 0 | 1 | X | 10 | 12 | 1 |
| G: Francisco Córdova (1-0); P: Jonathan Castellanos (2-1); SV: David Cortés (4).                 |   |   |   |   |   |   |   |   |   |    |    |   |
| HR: MTY - E. Durazo (2); MEX - J. L. Sandoval (4), M. Ojeda (2), C. Valencia (5). ASIST: 11,134. |   |   |   |   |   |   |   |   |   |    |    |   |

#### Juego 2(enlace rotodisponible enInternet Archive; véase elhistorial, laprimera versióny laúltima).
20 de agosto de 2008; Foro Sol, México, D. F.
| Equipo                                                                      | 1 | 2 | 3 | 4 | 5 | 6 | 7 | 8 | 9 | C | H | E |
| --------------------------------------------------------------------------- | - | - | - | - | - | - | - | - | - | - | - | - |
| Monterrey                                                                   | 0 | 0 | 0 | 2 | 0 | 0 | 0 | 1 | 0 | 3 | 7 | 2 |
| México                                                                      | 0 | 1 | 0 | 0 | 0 | 3 | 3 | 0 | X | 7 | 7 | 1 |
| G: Francisco Buttó (2-0); P: Walter Silva (1-1); SV: No hubo.               |   |   |   |   |   |   |   |   |   |   |   |   |
| HR: MTY - L. A. García (1); MEX - G. Gil (2), R. Saucedo (4). ASIST: 8,416. |   |   |   |   |   |   |   |   |   |   |   |   |

#### Juego 3(enlace rotodisponible enInternet Archive; véase elhistorial, laprimera versióny laúltima).
22 de agosto de 2008; Estadio de Béisbol Monterrey, Monterrey, Nuevo León.
| Equipo                                                               | 1 | 2 | 3 | 4 | 5 | 6 | 7 | 8 | 9 | C | H | E |
| -------------------------------------------------------------------- | - | - | - | - | - | - | - | - | - | - | - | - |
| México                                                               | 0 | 0 | 0 | 0 | 0 | 0 | 0 | 0 | 1 | 1 | 9 | 1 |
| Monterrey                                                            | 2 | 1 | 0 | 0 | 0 | 0 | 0 | 0 | X | 3 | 8 | 1 |
| G: Dan Serafini (1-0); P: Arturo López (2-1); SV: Jorge Vásquez (3). |   |   |   |   |   |   |   |   |   |   |   |   |
| HR: No hubo. ASIST: 22,874.                                          |   |   |   |   |   |   |   |   |   |   |   |   |

#### Juego 4(enlace rotodisponible enInternet Archive; véase elhistorial, laprimera versióny laúltima).
23 de agosto de 2008; Estadio de Béisbol Monterrey, Monterrey, Nuevo León.
| Equipo                                                        | 1 | 2 | 3 | 4 | 5 | 6 | 7 | 8 | 9 | C  | H  | E |
| ------------------------------------------------------------- | - | - | - | - | - | - | - | - | - | -- | -- | - |
| México                                                        | 3 | 3 | 0 | 0 | 1 | 0 | 0 | 1 | 2 | 10 | 16 | 1 |
| Monterrey                                                     | 2 | 0 | 0 | 0 | 0 | 1 | 0 | 0 | 3 | 6  | 14 | 1 |
| G: Harold Eckert (2-1); P: Adrián Ramírez (1-1); SV: No hubo. |   |   |   |   |   |   |   |   |   |    |    |   |
| HR: MEX - A. Cazaña (2); MTY - E. Durazo (3). ASIST: 24,782.  |   |   |   |   |   |   |   |   |   |    |    |   |

#### Juego 5(enlace rotodisponible enInternet Archive; véase elhistorial, laprimera versióny laúltima).
24 de agosto de 2008; Estadio de Béisbol Monterrey, Monterrey, Nuevo León.
| Equipo                                                           | 1 | 2 | 3 | 4 | 5 | 6 | 7 | 8 | 9 | C | H  | E |
| ---------------------------------------------------------------- | - | - | - | - | - | - | - | - | - | - | -- | - |
| México                                                           | 0 | 0 | 0 | 2 | 1 | 3 | 0 | 0 | 0 | 6 | 10 | 0 |
| Monterrey                                                        | 0 | 0 | 0 | 0 | 1 | 0 | 0 | 0 | 0 | 1 | 5  | 1 |
| G: Elmer Dessens (3-0); P: Alfredo Simón (2-1); SV: No hubo.     |   |   |   |   |   |   |   |   |   |   |    |   |
| HR: MEX - R. Saucedo (5); MTY - L. A. García (6). ASIST: 13,287. |   |   |   |   |   |   |   |   |   |   |    |   |

## Líderes
A continuación se muestran los lideratos tanto individuales como colectivos de los diferentes departamentos de bateo y de pitcheo.

### Bateo
| Categoría           | Individual             | Marca | Colectivo                | Marca |
| ------------------- | ---------------------- | ----- | ------------------------ | ----- |
| Porcentaje          | Kit Pellow (SAL)       | .385  | Diablos Rojos del México | .319  |
| Carreras Producidas | Kit Pellow (SAL)       | 107   | Saraperos de Saltillo    | 608   |
| Home Runs           | Kit Pellow (SAL)       | 34    | Saraperos de Saltillo    | 124   |
| Carreras Anotadas   | Donzell McDonald (MVA) | 96    | Saraperos de Saltillo    | 649   |
| Hits                | Víctor Bojórquez (MEX) | 151   | Diablos Rojos del México | 1,142 |
| Dobles              | Dionys César (LAG)     | 34    | Saraperos de Saltillo    | 223   |
| Triples             | Quincy Foster (CAM)    | 9     | Diablos Rojos del México | 32    |
| Bases Robadas       | Demond Smith (CHI)     | 38    | Leones de Yucatán        | 109   |
| Slugging            | Kit Pellow (SAL)       | .730  | Diablos Rojos del México | .484  |

### Pitcheo
| Categoría         | Individual                                                                         | Marca | Colectivo                            | Marca |
| ----------------- | ---------------------------------------------------------------------------------- | ----- | ------------------------------------ | ----- |
| Efectividad       | Juan Delgadillo (LAG)                                                              | 2.29  | Tigres de Quintana Roo               | 3.35  |
| Juegos Ganados    | Nerio Rodríguez (MVA)                                                              | 17    | Acereros del Norte                   | 69    |
| Ponches           | Francisco Campos (CAM) Félix Villegas (SAL)                                        | 115   | Saraperos de Saltillo                | 675   |
| Entradas Lanzadas | Francisco Campos (CAM)                                                             | 149.2 | Sultanes de Monterrey                | 966.0 |
| Juegos Completos  | Raúl Rodríguez (MVA)                                                               | 5     | Acereros del Norte Pericos de Puebla | 8     |
| Blanqueadas       | Francisco Campos (CAM) Wilton Chávez (LAR) Óscar Rivera (YUC) Raúl Rodríguez (MVA) | 2     | Tecolotes de Nuevo Laredo            | 12    |
| Juegos Salvados   | Máximo de la Rosa (CHI)                                                            | 29    | Piratas de Campeche                  | 35    |
| WHIP              | Francisco Campos (CAM)                                                             | 1.05  | Tigres de Quintana Roo               | 1.30  |

## Designaciones
| Designación         | Ganador          | Equipo                   |
| ------------------- | ---------------- | ------------------------ |
| Jugador más valioso | Kit Pellow       | Saraperos de Saltillo    |
| Pitcher del año     | Nerio Rodríguez  | Acereros del Norte       |
| Relevista del año   | David Cortés     | Diablos Rojos del México |
| Novato del año      | Alfredo Caudillo | Saraperos de Saltillo    |
| Mánager del año     | Daniel Fernández | Diablos Rojos del México |
| Ejecutivo del año   | Roberto Mansur   | Diablos Rojos del México |

## Acontecimientos relevantes
- 13 de enero: Fallece de cáncer don Gustavo Ricalde Durán, presidente y propietario de los Leones de Yucatán, en Houston, Texas, Estados Unidos.
- 4 de marzo: Durante la madrugada, falleció en un accidente automovilístico en Veracruz, el pitcher Sixto Báez de los Olmecas de Tabasco, quien era hasta el momento de su trágico deceso el segundo lugar de todos los tiempos en juegos salvados de la liga, solo superado por Isidro Márquez. Cabe señalar, que los Olmecas estaban haciendo su pretemporada en ese estado.
- 18 de marzo: Debido a  los estragos causados por ventarrones en la ciudad de Monterrey, N.L.; los cuales afectaron considerablemente las instalaciones del Estadio de Béisbol Monterrey, el juego inaugural de la Temporada 2008 de la LMB entre Sultanes y Saraperos, fue suspendido y reprogramado para efectuarse el jueves 20 de marzo.
- 19 de marzo: En el juego inaugural, Daniel Fernández de los Diablos Rojos del México, anuncia su retiro como jugador activo para dedicarse únicamente a su puesto como mánager del equipo. Esto sucedió al terminar la primera entrada, no sin antes haber tomado un turno en el que recibió una base por bolas, efectuó su último robo de base (479, para quedar como sublíder en la liga), y anotó su última carrera (1837, para aumentar su cuenta como líder en la liga).
- 5 de junio: Francisco Campos de los Piratas de Campeche lanza juego sin hit ni carrera de 7 entradas con marcador de 2-0 sobre los Pericos de Puebla.
- 22 de junio: Baudel Zambrano (6 entradas), Carlos Gutiérrez (1), Federico Castañeda (1) y Yoel Hernández (1) de Vaqueros Laguna le lanzan juego sin hit ni carrera de 9 entradas a los Acereros del Norte, ganando 9-0 en el Estadio Monclova de Monclova, Coahuila, siendo el sexto que se lograba de manera combinada.[3]

### Récords
- 20 de marzo: Rojos del Águila de Veracruz y Petroleros de Minatitlán empatan la marca de más pitchers utilizados en un juego de nueve entradas por dos equipos (17: 9 Minatitlán y 8 Veracruz).[4]
- 22 de marzo: Donzell McDonald de los Acereros del Norte empata el récord de más home runs conectados en una misma entrada (2), ante los Potros de Tijuana.
- 29 de marzo: Matías Carrillo empató la marca de más bases intencionales en un juego, al recibir tres durante el choque entre su equipo Tigres de Quintana Roo y los Olmecas de Tabasco.
- 31 de marzo: Benjamín Gil de los Dorados de Chihuahua batea el ciclo ante su exequipo los Sultanes de Monterrey.
- 1 de abril: Con la victoria de los Dorados de Chihuahua en contra de los Rojos del Águila de Veracruz en el Parque Deportivo Universitario "Beto Ávila", Francisco "Paquín" Estrada, mánager de los Dorados, obtuvo su triunfo 1500 de por vida en la LMB.
- 10 de abril: Iker Franco de los Tigres de Quintana Roo batea el ciclo contra los Dorados de Chihuahua.
- 12 de abril: José Macías de los Diablos Rojos del México conecta 3 triples en un mismo partido ante los Acereros del Norte, algo que no se veía desde 1991.
- 15 de abril: José Manuel Rodríguez de los Saraperos de Saltillo, conectó el ciclo en la victoria de Saltillo 22-11 sobre los Vaqueros Laguna.
- 21 de mayo: Luis Alfonso García de los Sultanes de Monterrey empata el récord de más home runs conectados en una misma entrada (2), ante los Vaqueros Laguna.
- 21 de mayo: Los Saraperos impusieron el récord de más hits conectados (hasta ese momento) por un equipo en la misma entrada (12) en la segunda entrada del juego contra los Pericos de Puebla. Además, Saltillo igualó el récord de más hits consecutivos en una entrada (11), y los jugadores Refugio Cervantes, Mario Valenzuela, Carlos Álvarez, y José Muñoz conectaron dos hits cada uno en el mismo segundo inning para empatar la marca de más hits conectados en un inning por un jugador.
- 22 de junio: Los Vaqueros de la Laguna lanzan por sexta ocasión en la historia de la Liga Mexicana un juego sin hit ni carrera, en un juego en el que derrotaron 9-0 a los Acereros del Norte.
- 5 de julio: Vaqueros Laguna derrota 30-12 a los Pericos de Puebla, estableciendo un nuevo récord de carreras anotadas por un equipo en un partido de 9 entradas. El récord anterior era de 29, impuesto por los Diablos de 1945.
- 26 de julio: José Luis Sandoval de los Diablos Rojos del México conecta su hit número 2000 de por vida en la liga mexicana. Lo logra ante el pítcher Ignacio Montaño de los Rojos del Águila de Veracruz. Es el jugador número 29 y el primer short stop en conseguir dicha marca.
- 27 de julio: Al finalizar la temporada regular, Kit Pellow, de los Saraperos de Saltillo, resulta ganador de la triple corona de bateo (porcentaje de bateo, home runs y carreras producidas). Es el séptimo jugador en lograr esta hazaña en la historia de la liga y el primero desde 1995, cuando Ty Gainey del México lo consiguió.
- 10 de agosto: En el segundo juego de la serie final de la Zona Sur se empataron 2 marcas y se estableció una nueva. El México empató el récord de la mayor cantidad de cuadrangulares en un partido de play off con 6; uno de Miguel Ojeda, uno de José Luis Sandoval, uno de Roberto Saucedo y, para empatar el récord de más cuadrangulares en un partido de play off, 3 de Carlos Valencia (uno con la casa llena). Además Carlos Valencia impuso un nuevo récord al producir 9 carreras en un partido.